# XbaI
XbaI ist ein Restriktionsenzym aus dem Bakterium Xanthomonas badrii (ATCC 11672).

## Eigenschaften
XbaI ist eine Endonuklease (Typ II, Subtyp P), die DNA an einer palindromischen DNA-Erkennungsequenz schneidet. In Anwesenheit von Dimethylsulfoxid (DMSO) oder hohen Konzentrationen an Glycerol sinkt die Affinität von XbaI zu der Erkennungssequenz, und die DNA wird unspezifisch geschnitten (Star-Aktivität). Durch den versetzten Schnitt der DNA durch XbaI entsteht ein sticky end mit einem 4-Basen-Überhang und je einer Phosphatgruppe an beiden 5'-Enden der doppelsträngigen DNA-Produkte. XbaI wird durch eine DAM-Methylierung gehemmt, nicht aber durch eine DCM- oder eine CpG-Methylierung. Nach einer Restriktion von DNA in vitro kann XbaI durch 20-minütiges Erhitzen auf 65 °C denaturiert und somit inaktiviert werden.
| Erkennungssequenz         | Restriktionsschnitt         |
| ------------------------- | --------------------------- |
| 5'-TCTAGA-3' 3'-AGATCT-5' | 5'-T CTAGA-3' 3'-AGATC T-5' |

## Anwendungen
XbaI wird für Restriktionsverdaue im Rahmen von Klonierungen oder Restriktionsanalysen verwendet. Restriktionsanalysen mit XbaI werden bei menschlicher DNA unter anderem zur Bestimmung von DNA-Polymorphismen des Östrogenrezeptors α und ApoB eingesetzt.